# Stolzia nyassana
Stolzia nyassana är en orkidéart som beskrevs av Rudolf Schlechter. Stolzia nyassana ingår i släktet Stolzia och familjen orkidéer. Inga underarter finns listade i Catalogue of Life.